# لباردية (لكوانين)
لباردية هو دُوَّار يقع بجماعة سيدي أتيجي، إقليم آسفي، جهة مراكش آسفي في المملكة المغربية. ينتمي الدوّار لمشيخة لكوانين التي تضم 25 دوار. يقدر عدد سكانه بـ 207 نسمة حسب الإحصاء الرسمي للسكان والسكنى لسنة 2004.

## روابط خارجية
- البوابة الوطنية للجماعات الترابية نسخة محفوظة 12 مارس 2018 على موقع واي باك مشين.
- المندوبية السامية للتخطيط